# Ernest August II
Ernst August II Konstantin (ur. 2 czerwca 1737 w Weimarze, zm. 28 maja 1758 tamże) – książę połączonych unią personalną Saksonii-Weimar i Saksonii-Eisenach. Jego władztwa były częścią Świętego Cesarstwa Rzymskiego Narodu Niemieckiego. Pochodził z rodu Wettynów.
Był synem księcia Saksonii-Weimar oraz Saksonii-Eisenach Ernesta Augusta I i jego drugiej żony księżnej Zofii Karoliny. Na tron w obu państwach wstąpił po śmierci ojca 19 stycznia 1748. Do 1755 regencję w jego imieniu sprawowali książęta Saksonii-Gotha-Altenburg – Fryderyk III i Saksonii-Coburg-Saalfeld – Franciszek Jozjasz.
16 marca 1756 w Brunszwiku poślubił księżniczkę Brunszwiku-Wolfenbüttel Annę Amalię. Para miała dwóch synówː
- Karola Augusta (1757-1828), kolejnego księcia Saksonii-Weimar i Saksonii-Eisenach
- księcia Fryderyka Ferdynanda Konstantyna (1758-1793)